# Фінал чемпіонату НФЛ 1947
41°49′55″ пн. ш. 87°38′02″ зх. д. / 41.832° пн. ш. 87.634° зх. д.
Фінал чемпіонату НФЛ 1947 – 15-й щорічний фінал НФЛ, який відбувся 28 грудня на Коміскі Парк у Чикаго за присутності 30,759 глядачів.
У грі брали участь переможець Західного дивізіону [[Сезон Чикаго Кардиналс 1947|Чикаго Кардиналс (9-3) та Східного Філадельфія Іглс (9-4). Напередодні Іглс перемогли Піттсбург Стілерс 21-0) у тайбрейку для визначення чемпіона Сходу. Для обох команд це були перші проходи до чемпіонської гри. Кардиналс напередодні виграли матч регулярного сезону у Філадельфії з перевагою 24 очки та напередодні були фаворитами вдома з очікуваною різницею 12 очок.
Ця гра була другою, проведеною після Різдва і на той час найпізнішою в історії. Її перенесли на тиждень від запланованої раніше дати 21 грудня через східний плей-офф. Температура на момент початку матчу складала 29 °F (−2 °C)}} Через холодне морозне поле Кардиналс обраи гру у кросівках.
Кардиналс вели 14-0 у другій чверті, потім команди обмінялимся тачдаунали. Іглс скоротили розрив до 28-21 за 5 хв. до завершення гри, але Кардиналс контролювали гру на достатній відстані, щоб вигратититул.
Ця гра стала єдиним розіграшем титулу на Коміскі Парк та завлишається єдиним титулом Кардиналс у фіналах. Команди переграли фінал наступного року у [[Філадельфія|Філадельфії. Тоді Іглс перемогли під час заметілів. Кардиналс не перемагали майже 80 років, що є найдовшою смугою невдач в історії НФЛ. У 2008 вони дійшли аж до Супербоул XLIII, але зазнали поразки від Стілерс.
Перемога Кардиналс утримала титул НФЛ у Чикаго; напередодні його виграли північні Чикаго Берс минулого року. Але команда отримала чемпіонські кільця лише через 50 років у 1997 році.
Це був останній плей-офф Кардиналс як франшизи до січня 1999. Перерва тривала 51 рік 5 днів, що вважається найдовшим прокляттям плей-офф НФЛ та досі залишається рекордом у північноамериканських видах спорту. Команда перебралася до Сент-Луїса та змінила назву на [[Історія Сент-Луїс Кардиналс (НФЛ)|Сент-Луїс Кардиналс у 1960 року та Аризони як Фінікс Кардиналс у 1988. У 1994 Вони отримали нинішню назву.

## Резюме влучань
Неділя, 28 грудня 1947

Час початку гри: 1:05 пообіді CST
- Перша чверть
  - CHI – Чарлі Тріппі 44 ярди забіг, (Пет Хардер екстра-поінт), 7–0 CHI
- Друга чверть
  - CHI – Елмер Ангсман 70 ярдів забіг (удар Хардера), 14–0 CHI
  - PHI – Пас на 53 ярди від  Томмі Томпсона наМакХью (Кліфф Паттон ударив), 14–7 CHI
- Третя чверть
  - CHI – Тріппі на відіграші панта 75 ярдів (удар Хардерв), 21–7 CHI
  - PHI – Стів ван Бюррен 1 ярд забігу (удар Паттона), 21–14 CHI
- Четверта чверть
  - CHI – забіг Ангсмана 70 ярдів (удар Хардена), 28–14 CHI
  - PHI – Расселл Крафт ярд забігу (удар Паттона), 28–21 CHI

## Судді
| - Рефері: Томас Доуд - Умпайр: Гаррі Робб - Головний лайнсмен:' Ден Техан - Суддя ззаду: Карл Ребеле - Польовий суддя: Генрі Гейнс | - Резервний суддя: Карл Брубакер |

```
Цього сезону
 НФЛ збільшило кількість 
суддів
 до 5 за рахунок судді ззаду;
[
13
]
 лінійний суддя уперше зявився у 
1965
, боковий входить до складу бригади з 
1978
.
```